# Pila (partido)
Pila (Partido de Pila) is een partido in de Argentijnse provincie Buenos Aires. Het bestuurlijke gebied telt 3.318 inwoners. Tussen 1991 en 2001 steeg het inwoneraantal met 11,75 %.

## Plaatsen in partido Pila
- Casalins
- La Florida
- La Luz
- La Victoria
- Pila
- Real Audiencia